# لقب مجاملة
لقب المجاملة هو لقب شرفي ليس له أهمية قانونية ولكنه يستخدم من خلال العرف أو المجاملة خاصة في سياق النبلاء الألقاب المستخدمة من قبل أبناء أعضاء النبلاء. يستخدم لقب المجاملة في بعض السياقات للدلالة على المفهوم العام لللقب الشرفي أو التكريم مثل السيد والسيدة والسيدة والدكتور وملكة جمال وسير ومدام . 